# 列必珠華埠
列必珠華埠是加拿大亞伯達省列必珠市中心的一片小區域。20世紀初，該地區人口約為100人，商舖包括六間洗衣舖、四間雜貨舖和兩間食肆。

## 歷史
在今華埠形成之前，該地區曾被稱為隔離區，是一個充斥賣淫、賭博及走私活動的紅燈區，主要由煤礦工人提供動力。列必珠市府於1911年通過第83號附例，將華人洗衣舖的地點限制在隔離區。該項附例是在收到非華人洗衣舖舖主投訴後制定的，他們認為華人洗衣舖距市中心太近。1916年該附例被廢除時，偏見及種族主義已將華人限制於此區域，並促致了華埠的形成。
到20世紀60年代，華人居民開始搬離該區域。20世紀末，除一名居民外，所有居民都已搬出，華埠只剩下一個只有少數建築物的街區。